# Vinchina (kommunhuvudort i Argentina)
Vinchina är en kommunhuvudort i Argentina.   Den ligger i provinsen La Rioja, i den nordvästra delen av landet, 1 100 km nordväst om huvudstaden Buenos Aires. Vinchina ligger 1 460 meter över havet och antalet invånare är 2 834.
Terrängen runt Vinchina är kuperad åt nordväst, men åt sydost är den platt. Trakten runt Vinchina är nära nog obefolkad, med mindre än två invånare per kvadratkilometer.. Det finns inga andra samhällen i närheten.
Omgivningarna runt Vinchina är i huvudsak ett öppet busklandskap.